# Alfred Drost
Alfred Drost (* 14. September 1939) ist ein ehemaliger deutscher Basketballschiedsrichter.

## Leben
Drost kam 1954 mit Basketball in Berührung, er spielte die Sportart bei der Evangelischen Gemeindejugend (EGJ) Dortmund-Schüren, 1958 legte er die Prüfung zum C-Schiedsrichter ab, ein Jahr wurde er B- und 1960 A-Schiedsrichter. Er wurde damit seinerzeit jüngster Unparteiischer im A-Kader des Deutschen Basketball-Bundes (DBB). 1967 erlangte er zudem die Berechtigung, Spiele für die FIBA auf internationaler Ebene zu leiten. Bis 1982 war Drost bei 110 Länderspielen, 55 Europapokalspiele, darunter zwei Europapokal-Endspiele, als Schiedsrichter im Einsatz. Nach seinem Ausscheiden aus dem FIBA-Schiedsrichterkader 1982 übernahm Drost, der beruflich als Prokurist und Leiter der Personalabteilung der Krupp Hoesch Stahl AG tätig war, für den Weltverband die Tätigkeit des Technischen Kommissars, überwachte und verantwortete somit bei der Austragung von Spielen den ordnungsgemäßen Ablauf. 1990 wurde er zudem in die Technische Kommission der FIBA gewählt, welche unter anderem über Regelfragen berät.
Beim Deutschen Basketball-Bund war Drost von 1988 bis 1992 Schiedsrichter-Referent und jahrelang Mitglied der Schiedsrichterkommission sowie der „Arbeitsgruppe Regeln“ des DBB, die sich mit dem Regelwerk des Basketballsports befasst und unter anderem die Regelinterpretationen veröffentlicht, welche als ergänzende Erläuterungen zum Regelwerk gelten. Im Basketballkreis Dortmund saß er mehr als 30 Jahre lang im Vorstand und war für Rechtsangelegenheiten zuständig.
Jahrelang war Drost wie auf internationaler Ebene auch bei Spielen der Basketball-Bundesliga als Technischer Kommissar im Einsatz, im Laufe der Saison 2005/06 schied er auf eigenen Wunsch hin aus.
Mit der Erreichung des 70. Lebensjahres schied Drost bei der FIBA als Technischer Kommissar aus, blieb aber noch ein Jahr als Richter für die FIBA tätig, um bei Sonderberichten über Regelverstößen bei Spielen entsprechende Strafmaße zu verhängen.